# Sayabec
Sayabec (AFI : /se.bɛk/) es un municipio canadiense de la provincia de Québec situado en el municipio regional del condado de La Matapédia en la región administrativa de Bas-Saint-Laurent. Se encuentra aproximadamente a 375 km al noreste de la ciudad de Quebec. Agrupa alrededor a de 1 500 habitantes. Tiene una superficie total de 130.29 km².

## Geografía
| Noroeste: Saint-Damase | Norte: Saint-Léandre | Nordeste: Sainte-Paule |
| Oeste: Saint-Noël      |                      | Este: Lac-Matapédia    |
| Suroeste: Saint-Moïse  | Sur: Saint-Cléophas  | Sureste: Val-Brillant  |

## Demografía
Según el censo de 2016, había 1594 personas residiendo en Sayabec.

## Galería de imágenes
|             |
| Vista aérea |

|                   |
| Montes Chic-Chocs |

|                |
| Lago Matapédia |

|                   |
| Calle de l'Église |

|         |
| Iglesia |